# Постдабстеп
Постдабстеп (англ. post-dubstep) — это собирательный термин, применяемый к ряду музыкальных стилей, происходящих из дабстепа. Широта вариаций применения термина в начале 2010-х не позволяла обозначить его как единый музыкальный жанр. В музыке характеризуемой термином прослеживаются влияния более ранних форм дабстепа, а также британского гэриджа, тустеп-гэриджа и других форм андеграундной электронной танцевальной музыки. Исполнители, создающие музыку, называемую постдабстепом, зачастую включают в неё элементы эмбиента и R&B начала 2000-х. Элементы последнего, в частности, используются двумя постдабстеп исполнителями Mount Kimbie и Джеймсом Блейком. Темп постдабстепа составляет примерно 130 ударов в минуту.
Продюсерский дуэт Mount Kimbie часто ассоциируется с возникновением термина постдабстеп. Их мини-альбом Maybes EP, ремикс Джеймса Блейка на Untold «Stop What You're Doing» и композиция «Hyph Mngo» Джоя Орбисона характеризует звучание постдабстепа как единого музыкального стиля. Коммерческая популярность группы The xx также ознаменовала отделение стиля в единый концепт, а участник группы и электронный продюсер Jamie xx выпускал ремиксы, которые также относят к постдабстепу, в том числе и отдельный альбом ремиксов Гила Скотта-Херона We’re New Here.
Другими исполнителями, ассоциируемыми со стилем постдабстеп, являются: Ikonika, 2562, Cityscape, Deadboy, Martyn, Floating Points, Pangea, Ramadanman, Sepalcure, FaltyDL, Pariah, Burial, Jamie Woon, The Weeknd, SBTRKT, Scuba, Egyptrixx, Shackleton, Starkey, Мэтью Томпсон, Ital Tek, Ifan Dafydd, Guido, Four Tet и британские лейблы Hotflush и Hyperdub.